# Campeonato Brasiliense Segunda Divisão 2019
In 2019 werd het 23ste Campeonato Brasiliense Segunda Divisão gespeeld voor clubs uit het Federaal District, waartoe de hoofdstad Brasilia behoort. De competitie werd georganiseerd door de FFDF en werd gespeeld van 24 augustus tot 19 oktober. Paranoá werd kampioen.

## Eindstand
| Plaats | Club            | Wed. | W | G | V | Saldo | Ptn. |
| ------ | --------------- | ---- | - | - | - | ----- | ---- |
| 1.     | Paranoá         | 9    | 6 | 3 | 0 | 15:4  | 21   |
| 2.     | Ceilandense     | 9    | 6 | 1 | 2 | 15:10 | 19   |
| 3.     | Botafogo        | 9    | 5 | 4 | 0 | 18:10 | 19   |
| 4.     | Planaltina      | 9    | 5 | 1 | 3 | 18:12 | 16   |
| 5.     | Legião          | 9    | 4 | 3 | 2 | 8:7   | 15   |
| 6.     | Brasília        | 9    | 3 | 4 | 2 | 10:8  | 13   |
| 7.     | Cruzeiro        | 9    | 2 | 4 | 3 | 7:8   | 10   |
| 8.     | SEP Samambaense | 9    | 2 | 1 | 6 | 14:19 | 7    |
| 9.     | CFZ de Brasília | 9    | 1 | 0 | 8 | 8:25  | 3    |
| 10.    | Samambaia       | 9    | 0 | 1 | 8 | 7:17  | 1    |

|  | Kampioen, promotie naar Campeonato Brasiliense 2020 |
|  | Promotie naar Campeonato Brasiliense 2020           |

### Kampioen
| Campeonato Brasiliense de 2019 - Segunda Divisão |
| Federaal District                                |
| ------------------------------------------------ |
| PARANOÁ Kampioen (2° titel)                      |